# Paddy McAloon
Patrick Joseph Paddy McAloon (Durham, 7 de junio de 1957) es un cantautor británico, fundador de la banda Prefab Sprout.

## Carrera
La banda Prefab Sprout tuvo un éxito considerable en los años ochenta y principios de los noventa. Alcanzó su punto máximo el mercado con un Top Ten hit en la lista de singles del Reino Unido, con "The King of Rock 'n' Roll".
Además de escribir para su propia banda, McAloon también escribió canciones que han sido grabadas por
- Kylie Minogue ("If you don't love me"),
- Cher ("The gunman"),
- Wendy Matthews ("God watch over you" y "Ride"),
- Sondre Lerche ("Nightingales"),
- Danny Seward ("Home (where the heart is"),
- Jimmy Nail (varias canciones),
- Frances Ruffelle ("God watch over you"),
- The Zombies ("When love breaks down")
- Lisa Stansfield ("When love breaks down")

En 2003, McAloon fue diagnosticado de una enfermedad degenerativa que afecta su retina e impide su visión. También ha sido diagnosticado de la enfermedad de Ménière, un trastorno del oído interno.
El 7 de septiembre de 2009, Paddy y Prefab Sprout lanzaron su último álbum, Let's change the world with music. Cuenta con el primer sencillo "Let there be music".
El 13 de febrero de 2011, North East Radio informó que Olivia Newton-John y Curtis Stigers había invitado a unirse a McAloon al proyecto Hetton Thunderer.
El 7 de octubre de 2013 sorprenderia al mundo con su hasta ahora último trabajo "Crimson/Red" (Prefab Sprout).